# Limia melanonotata
Limia melanonotata är en fiskart som beskrevs av Nichols och Myers 1923. Limia melanonotata ingår i släktet Limia och familjen Poeciliidae. Inga underarter finns listade i Catalogue of Life.